# Bezirk Suczawa
Der Bezirk  Suczawa (rumänisch: Suceava; ruthenisch: Suczawa) war ein Politischer Bezirk im Herzogtum Bukowina. Der Bezirk umfasste Gebiete im äußersten Südosten der Bukowina. Sitz der Bezirkshauptmannschaft war die Gemeinde Suczawa (Suceava). Das Gebiet wurde nach dem Ersten Weltkrieg Rumänien zugeschlagen und ist heute Teil des rumänischen Anteils der Bukowina (Kreis Suceava).

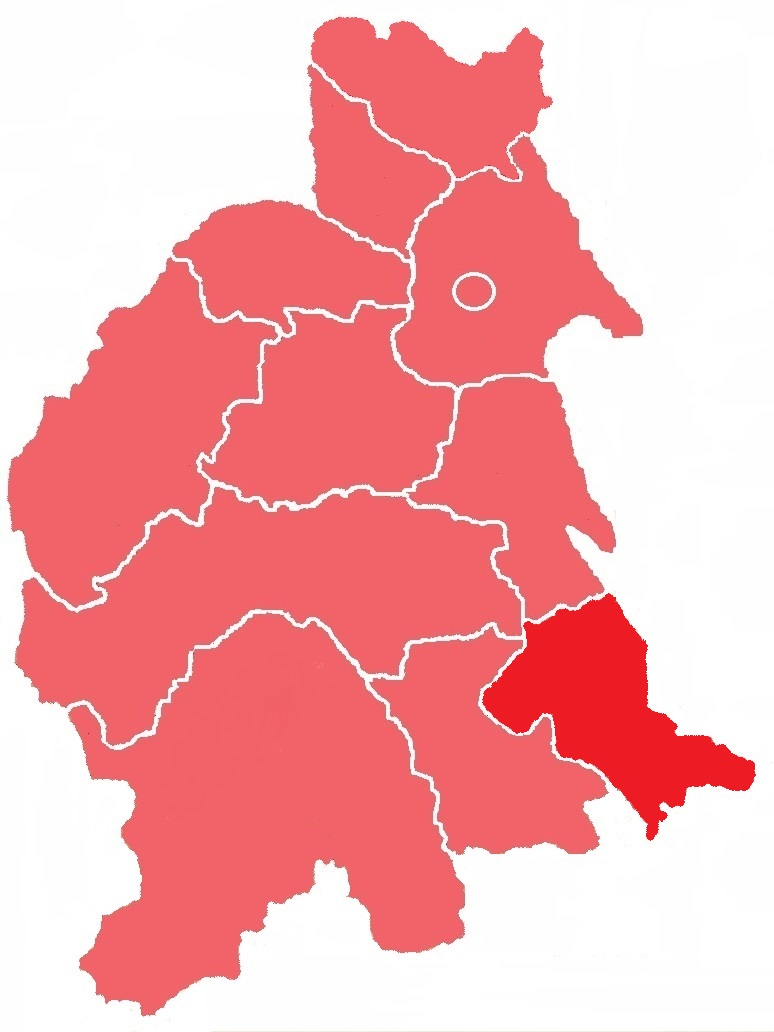
Lagekarte des Bezirks Suczawa innerhalb des Herzogtums Bukowina (1910)

## Geschichte
Die modernen, politischen Bezirke der Habsburgermonarchie wurden um das Jahr 1868 im Zuge der Trennung der politischen von der judikativen Verwaltung geschaffen. Der Bezirk Suczawa wurde 1868 aus den Gerichtsbezirken Suczawa (Suceava) und Gurahumora (Gura Humorului) gebildet. Per 1. Oktober 1893 wurden der Gerichtsbezirk Gurahumora ausgeschieden und gemeinsam mit dem Gerichtsbezirk Solka aus dem Bezirk Radautz zum Bezirk Gurahumora vereint.
Im Bezirk Suczawa lebten im Jahr 1869 69.023 Menschen. Bis zum Jahr 1900 sank die Einwohnerzahl aufgrund der Abspaltung eines Gerichtsbezirks auf 62.447 Personen. Von der Bevölkerung hatten 1900 37.252 Rumänisch (59,6 %) als Umgangssprache angegeben, 11.549 Personen sprachen Deutsch (18,5 %), 11.269 Ruthenisch (18,0 %) und 1.870 eine andere Sprache (3,0 %). Der Bezirk umfasste 1900 eine Fläche von 569,32 km² sowie einen Gerichtsbezirk mit 41 Gemeinden und 27 Gutsgebieten.
| Jahr | Ein- wohner | Deutsch- sprachige | Ruthenisch- sprachige | Rumänisch- sprachige | Anders- sprachige |
| ---- | ----------- | ------------------ | --------------------- | -------------------- | ----------------- |
| 1869 | 69.023      |                    |                       |                      |                   |
| 1880 | 76.210      | 15.185             | 8.101                 | 48.356               | 3.545             |
| 1890 | 83.250      | 17.695             | 10.137                | 51.387               | 3.500             |
| 1900 | 62.447      | 11.549             | 11.269                | 37.252               | 1.870             |

## Ortschaften
Auf dem Gebiet des Bezirks bestand 1910 ein Bezirksgericht in Suczawa, diesem waren folgende Orte zugeordnet:
Gerichtsbezirk Suczawa:
- Stadt Suczawa